# 花水坂駅
花水坂駅（はなみずざかえき）は、福島県福島市飯坂町字町裏にある福島交通飯坂線の駅。

## 歴史
- 1924年（大正13年）4月13日：福島飯坂電気軌道の飯坂駅（いいざかえき）として開業。当時は飯坂線の終点であった。
- 1927年（昭和2年）3月23日：花水坂駅に改称。
- 2007年（平成18年）：駅の改修工事により待合室を設置。防犯のため監視カメラを新設。

## 駅構造

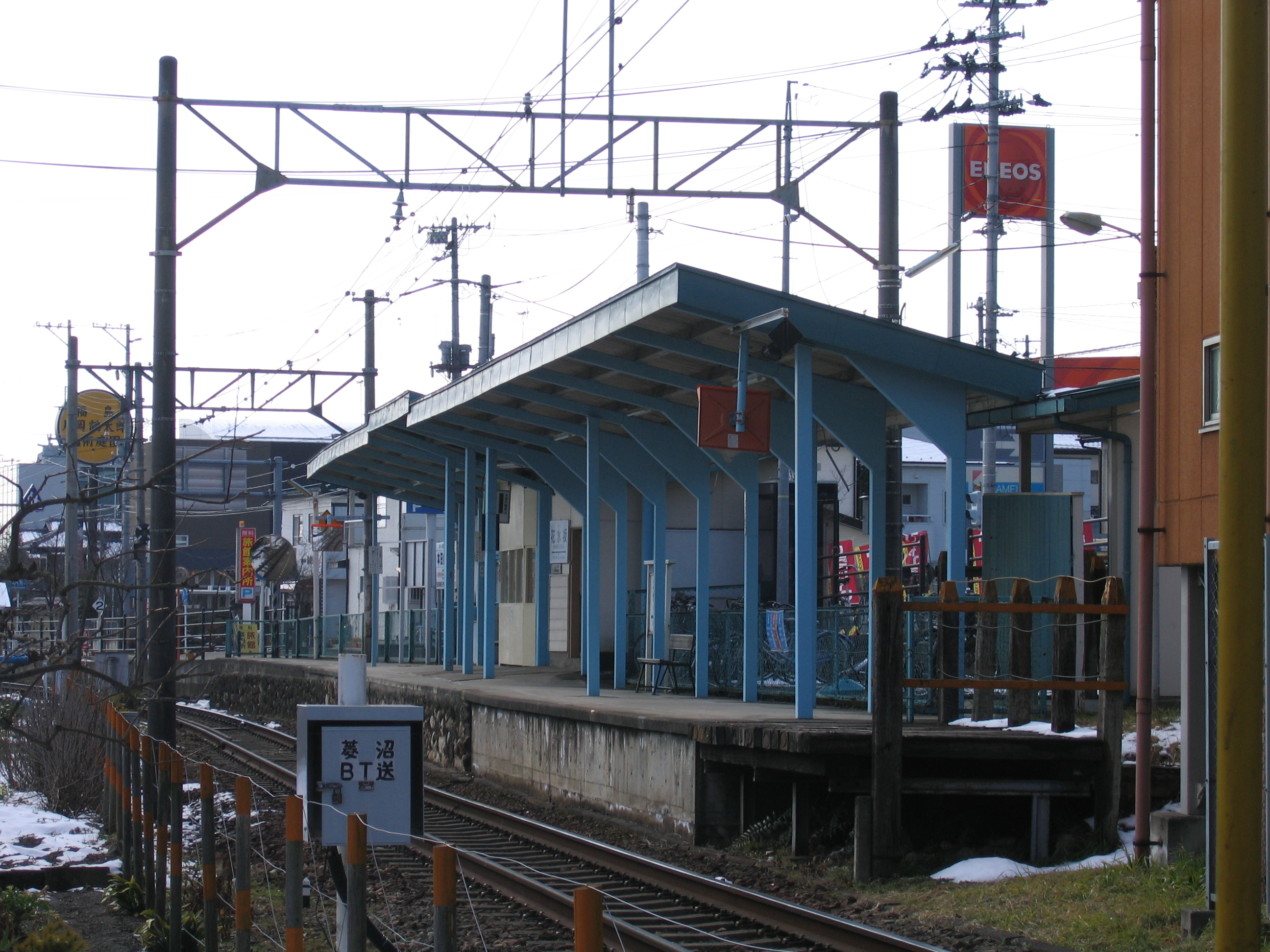
ホーム（2007年2月）

単式ホーム1面1線の地上駅。終日無人駅であるが、過去に有人駅だった時期があった。その名残で駅員詰所が残っている。構内には乗車駅証明書発行機、待合室がある。

## 利用状況
2010年度の乗車人員は211人であった。近年の1日平均乗降・乗車人員は以下の通り。
| 年度   | 1日平均 乗車人員 | 1日平均 乗降人員 |
| ------ | ---------------- | ---------------- |
| 2010年 | 211              |                  |
| 2011年 |                  | 480              |
| 2012年 |                  | 447              |
| 2013年 |                  | 501              |
| 2014年 |                  | 565              |
| 2015年 |                  | 575              |
| 2016年 |                  | 584              |
| 2017年 |                  | 531              |
| 2018年 |                  | 555              |

## 駅周辺
- 福島市役所飯坂支所・飯坂学習センター
- 乙和公園
- 福島片岡鶴太郎美術庭園
- 十綱の湯（共同浴場）
- 大門の湯（共同浴場）
- 国道399号（飯坂バイパス）
- 福島県道3号福島飯坂線
- 福島県道5号上名倉飯坂伊達線支線
- 福島県道313号中野梍町線

## 隣の駅
福島交通
■飯坂線
医王寺前駅 - 花水坂駅 - 飯坂温泉駅